# Rosa Bättig
Rosa Bättig (Ohmstal-Niederwil, 19 december 1825 - Gonten, 24 september 1855) was een Zwitserse moeder-overste.

## Biografie
Rosa Bättig was een dochter van Philipp Bättig, een landbouwer, en van Anna Maria Peter. Ze was de oudste van 15 kinderen. In 1848 trad ze toe tot de kapucijnen van Wonnenstein. Zonder enige opleiding schreef ze devotionele boeken en ook de statuten van een toekomstig klooster van de 'aanbidding van het kostbaar bloed van Christus'. In 1851 verkreeg ze de instemming van de bisschop om in 1852 in Gonten, met drie postulanten, het klooster Leiden Christi te stichten, gewijd aan de eeuwige aanbidding. Van 1852 tot 1854 bouwde ze het klooster, vergrootte men de bestaande kapel en richtte men tegen hoge kosten een grote kerk op. In 1854 ontstonden moeilijkheden in de organisatie van het klooster, waarna ze werd gedwongen haar ambt als overste te verlaten.